# Låstads kyrka
Låstads kyrka är en kyrkobyggnad som sedan 2009 tillhör Ullervads församling (tidigare Låstads församling) i Skara stift. Den ligger i kyrkbyn Låstad  i Mariestads kommun.

## Kyrkobyggnaden
Kyrkan antas ursprungligen ha uppförts under 1100-1200-talet. Församlingen omnämns första gången år 1490 och stavas då Lostha. I Johan Peringskiölds Monumenta sueogothica är kyrkan avbildad som långhus med rakt kor och vapenhus i timmer. Klockorna satt i en fristående klockstapel i trä. Ingången till kyrkan låg då på dess södervägg. År 1733 byggdes koret om och samtidigt förlängdes byggnaden till hallkyrka med tresidig östvägg. År 1740 byggdes sakristian. År 1802 revs den gamla klockstapeln och klockorna sattes upp i trätornet i väster. Vapenhuset togs bort 1873 och ersattes 1888 av ett nytt med dubbeldörrar mot norr, söder och väster. År 1953 togs detta vapenhus bort och ersattes av en vestibul under orgelläktaren.

## Inventarier
- Altaruppsatsen, vilket föreställer nattvardens instiftande, tillverkades som gåva till kyrkan år 1701 av bildhuggaren Jonas Bjur bosatt på Stommen i Låstad.
- Predikstolen antas vara samtida med altaruppsatsen och kan även den vara ett verk av Jonas Bjur. Predikstolen, vilken är placerad på södra väggen i kyrkobyggnaden, var under en tid ersatt av en ambo vid altarbordet. År 1898 monterades predikstolen in igen, men eftersom den norra väggen då var upptagen av en minnestavla, placerade man predikstolen på södra väggen.
- Dopfunten är från 1100- eller 1200-talet och därmed samtida med den ursprungliga kyrkobyggnaden. Den har en cylindrisk cuppa och fyrkantig fot.
- Kyrkans takmålningar är från 1752 och antas vara utförda av en målare från Läcköskolan. Bilderna är från Nya testamentet och föreställer bland annat Jesu födelse, Jesus på Golgata, Jesu Uppståndelse och Yttersta domen.
- Läktarbröstningen visar Jesus som världens frälsare (Salvator Mundi) och han omges av Moses, Johannes Döparen, Matteus, Markus, Lukas och Johannes.

### Klockor
Storklockan är av en senmedeltida typ utan inskrift.

### Orgel
Den nuvarande orgeln, placerad på läktaren i väster, byggdes 1934 av Nordfors & Co och ersatte då ett orgelharmonium från 1886. Fasaden är stum och orgeln har sex stämmor fördelade på manual och pedal. År 1954 dispositionsförändrades instrumentet av Frede Aagaard.